# Tura (Indien)
Tura ist eine Stadt im indischen Bundesstaat Meghalaya. Sie ist die zweitgrößte Stadt in Meghalaya nach Einwohnerzahl.
Die Stadt ist Hauptort des Distrikts West Garo Hills. Tura hat den Status einer Municipality. Die Stadt ist in 11 Wards gegliedert. Sie hatte am Stichtag der Volkszählung 2011 74.858  Einwohner, von denen 37.236 Männer und 37.622 Frauen waren. Christen bilden mit einem Anteil von über 72 % die Mehrheit der Bevölkerung in der Stadt. Hindus bilden eine Minderheit von ca. 25 %. Die Alphabetisierungsrate lag 2011 bei 91,3 % und damit deutlich über dem nationalen Durchschnitt. 71,8 % der Einwohner gehören den Scheduled Tribes an. Die Mehrheit der Bevölkerung gehört den Garo an.
Die Hauptstadt Meghalayas Shillong ist 323 Kilometer entfernt und kann mit Bussen oder dem Shuttle-Helikopter erreicht werden. Die Grenze zu Bangladesch liegt 50 Kilometer entfernt.